# فرودگاه سننر
فرودگاه سننر (به انگلیسی: Sennar Airport) یک فرودگاه است . این فرودگاه در کشور سودان قرار دارد .